# Карбонерас (Агуаскальентес)
Карбонерас (исп. Carboneras) — посёлок в центральной части Мексики, на территории штата Агуаскальентес. Входит в состав муниципалитета Тепесала.

## Географическое положение
Карбонерас расположен в северной части штата, на расстоянии приблизительно 26 километров к северу от города Агуаскальентес. Абсолютная высота — 1911 метров над уровнем моря.

## Население
Согласно данным, полученным в ходе проведения официальной переписи 2005 года, в посёлке проживало 1079 человек (501 мужчина и 578 женщин). Насчитывался 221 дом. По возрастному диапазону население распределилось следующим образом: 45,9 % — жители младше 18 лет, 47 % — между 18 и 59 годами и 7,1 % — в возрасте 60 лет и старше. Уровень грамотности среди жителей старше 15 лет составлял 97 %.
По данным переписи 2010 года, численность населения Карбонераса составляла 1261 человек. Динамика численности населения посёлка по годам:
| 2000 | 2005 | 2010 |
| ---- | ---- | ---- |
| 1072 | 1079 | 1261 |